# کرکس سیاه
کرکس سیاه (نام علمی: Coragyps atratus) که با نام کرکس سیاه آمریکایی نیز شناخته می‌شود، یک گونه از پرندگان خانوادهٔ کرکس‌های بر جدید است که از جنوب شرق ایالات متحده تا مرکز شیلی و اروگوئه در آمریکای جنوبی پراکنده است. با وجود داشتن زیرگونه‌های مختلف، پراکندگی این گونه کمتر از کرکس بوقلمونی است. اگرچه رنگ و ظاهر آن به دال سیاه شبیه است، این دو پرنده گونه‌هایی متفاوت از کرکس هستند. برخلاف کرکس‌های بر قدیم که جزء خانوادهٔ بازان (پرندگانی مانند عقاب، باز، کورکور و سنقر) هستند، کرکس‌های بر جدید خود خانواده‌ای جدا و مستقل به‌شمار می‌روند. کرکس سیاه، تنها گونهٔ باقی‌مانده از سردهٔ هم‌نامش است.
کرکس سیاه در مناطق نسبتاً باز و جنگل‌های پراکنده زندگی می‌کند. بازهٔ بال این پرنده در حدود ۱٫۵ متر (۵ فوت) است و در مقایسه با دیگر کرکس‌ها، پرنده‌ای کوچک محسوب می‌شود. این پرنده دارای پرهای سیاه است. در سر و گردن این پرنده پری وجود ندارد و رنگ سر و گردنش خاکستری است و دارای نوک کوتاه و قلاب‌مانند است.
کرکس سیاه جانوری لاشه‌خوار است و غذای آن لاشهٔ جانوران است، ولی تخم و جانوران تازه متولدشده را نیز می‌خورد. در مناطقی که جمعیت انسان‌ها زیاد است، کرکس سیاه از زباله‌های تولیدشدهٔ انسان‌ها نیز تغذیه می‌کند. این پرنده با استفاده از بینایی خود، یا با تعقیب دیگر کرکس‌های بر جدید که خود با استفاده از بویایی قوی‌شان لاشهٔ جانوران را پیدا می‌کنند، غذای خود را پیدا می‌کند. این پرنده به خاطر نداشتن سوتک — عضوی آوازی در پرندگان — تنها می‌توانند صداهایی مثل خِرخِر و خِش‌خِش تولید کنند. کرکس سیاه ماده تخم‌های خود را درون غارها، درختان توخالی یا زمین صاف می‌گذارد و معمولاً هر سال دو جوجه می‌آورد که با برگشت دادن غذا از دستگاه گوارشش آنها را تغذیه می‌کند. در ایالات متحده، این پرنده تحت حمایت قانونی پیمان حمایت از پرندگان مهاجر مصوب ۱۹۱۸ میلادی قرار دارد. در فرهنگ عامه نیز اشاره به این پرنده دیده می‌شود، چنان‌که در متونی که از تمدن مایاها باقی‌مانده است، اشاره به این کرکس دیده شده است.

## ویژگی‌های ریخت‌شناسی

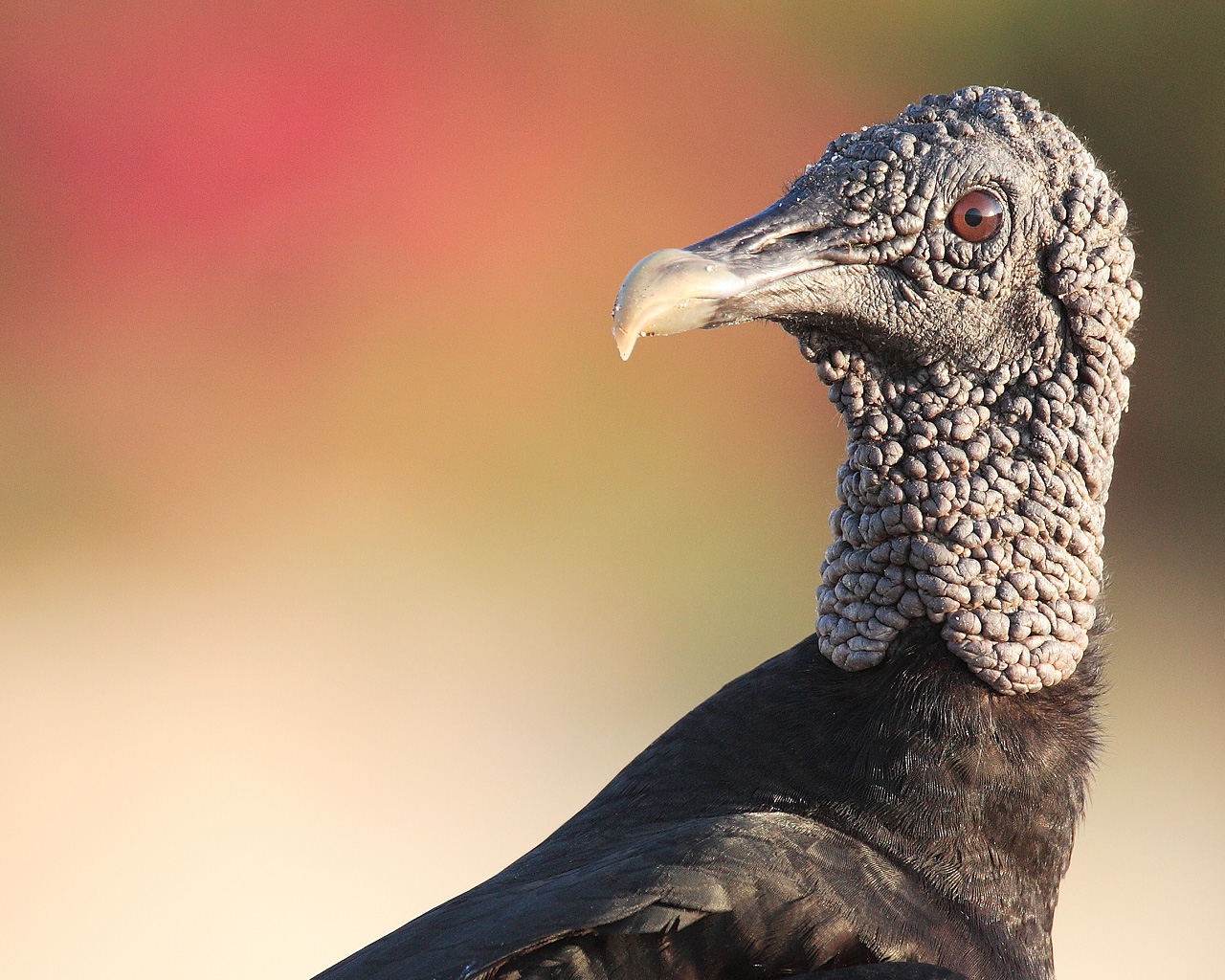
کرکس سیاه آمریکایی

کرکس سیاه پرنده‌ای نسبتاً بزرگ از گروه پرندگان شکاری است. معمولاً طول آن ۶۵ سانتی‌متر و گستردگی دو سر بال‌هایش ۱٫۵ متر است و بین ۲ تا ۲٫۷۵ کیلوگرم وزن دارد. پوشش بال و پر این پرنده عمدتاً سیاه و برّاق است و سر و گردنی بدون پر با پوستی تیره و چروکیده به رنگ خاکستری دارد. عنبیهٔ این جانور، قهوه‌ای است و دو ردیف ناقص مژه در پلک بالایش و دو ردیف ناقص در پلک پایینش دارد. پاهای این پرنده سفید مایل به خاکستری است و دارای دو انگشت بلند اما با بافتی ناچیز در جلوی هر پایش است. پاهایش صاف و نسبتاً ضعیف هستند و توانایی کمی در چنگ زدن دارند؛ به‌طوری‌که چنگال‌هایش نسبتاً کند بوده و برای چنگ‌زدن طراحی نشده‌اند. بدون پر بودن پوست کرکس سیاه در نواحی سر و گردن، می‌تواند با دفع گرمای بدن او در ارتباط باشد.
سوراخ‌های بینی پرنده با تیغهٔ بینی تقسیم نشده و می‌توان از سوراخ‌های بینی به منقار دسترسی داشت. بال‌هایش گسترده ولی نسبتاً کوتاه هستند. ریشهٔ پرها و پرهای اولیه به رنگ سفیدند و در هنگام پرواز می‌توان این پرها را مشاهده کرد. دمش کوتاه و مربع شکل است و به ندرت از بال‌های پرنده پایین‌تر می‌آید. اندازهٔ این پرنده در زیرگونه‌ها بر اساس قانون برگمان مختلف بوده و از لحاظ رنگ نیز متفاوت است.
یک کرکس سیاه آمریکای جنوبی دارای سفیدگرایی (لیوسیسم) در سال ۲۰۰۵ در پیناسِ اکوادور مشاهده شد که در سرتاسر بدنش پرهای سفید داشت و تنها مچ پا، دم و همچنین بخشی از پرهای زیردم سیاه بودند. این کرکس یک پرندهٔ زال (دارای آلبینیسم) نبود، زیرا پوست آن عادی و تیره‌رنگ به نظر می‌رسید و عضوی از یک گلهٔ بیست نفره از پرندگان معمولی و پردار بود.

## طبقه‌بندی و فرگشت

### طبقه‌بندی

نگاره‌ای از دو کرکس سیاه درحال لاشه‌خواری، از کتاب پرندگان آمریکا، اثر جان جیمز اودوبان.

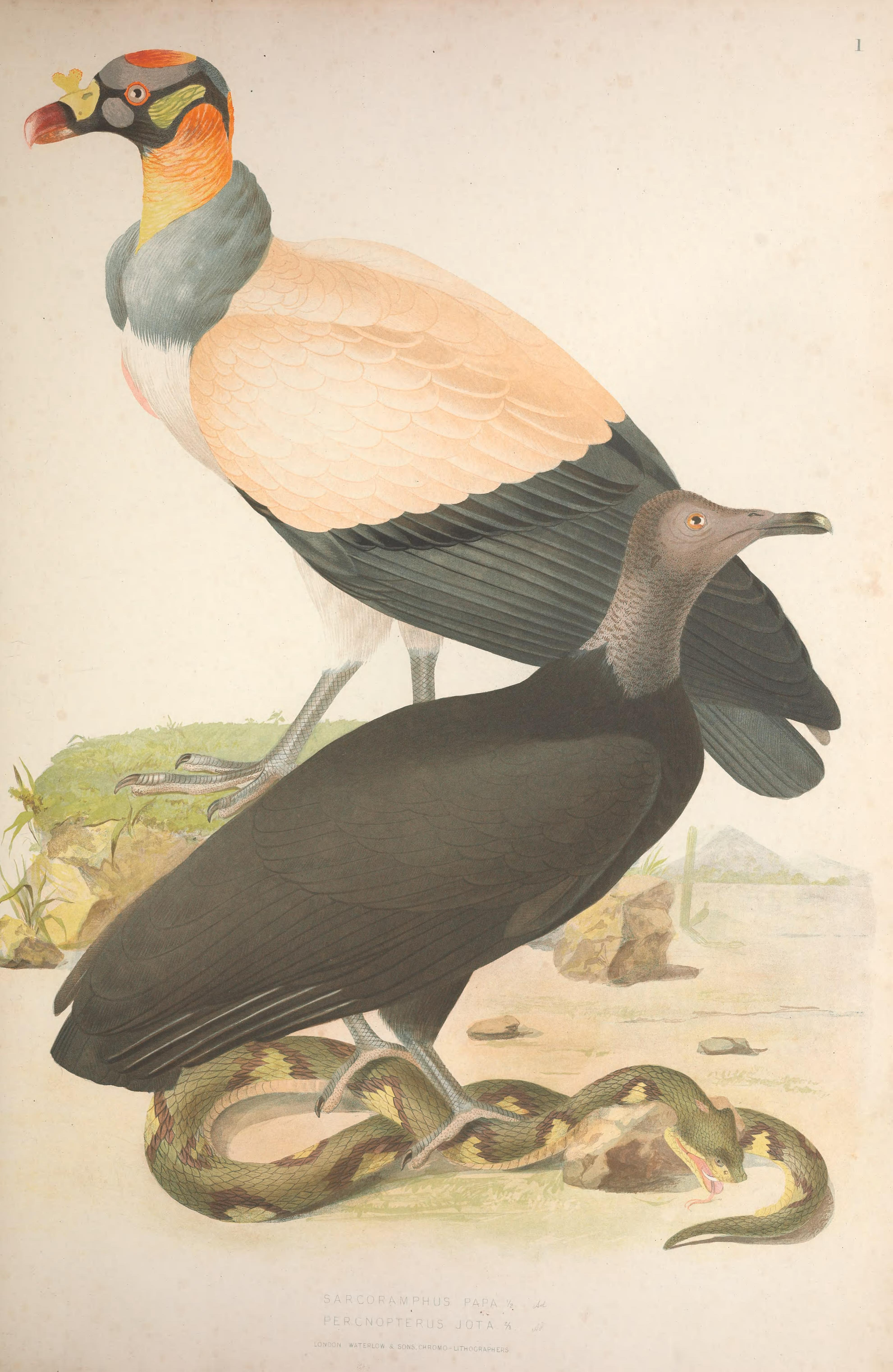
نگاره‌های کرکس سیاه و کرکس شاهی، برگرفته از کتاب پرنده‌شناسی برزیل، به تاریخ سال ۱۸۵۴.

در سال ۱۷۹۲ ویلیام بارترام، طبیعت‌شناس آمریکایی، در کتاب سفرهای بارترام در مورد کرکس سیاه نوشت و آن را «کرکس سیاه» یا «کلاغ لاشه» نامید. یکسال بعد یوهان ماتیوس بششتاین، پرنده‌شناس آلمانی، به‌طور رسمی این گونه را با همین عنوان نامگذاری کرد. واژهٔ انگلیسی vulture (به معنی کرکس) از کلمهٔ لاتینِ vulturus به معنی «درنده» آمده است و اشاره به عادات تغذیه‌ای این پرنده دارد. نام علمی گونه atratus است که از لاتین وام گرفته شده و به معنی «سیاه‌پوش» است. کرکس سیاه، یکی از هفت گونه‌ای است که در کنار هم کرکس‌های بر جدید نام داده می‌شوند.
در دسته‌بندی امروزی، تیرهٔ کرکس‌های بر جدید در راستهٔ بازسانان (Accipitriformes) طبقه‌بندی می‌شوند:
|  | کرکس‌های بر جدید (Cathartidae)                                                  |
|  |                                                                                |
|  | دبیرمرغان (Sagittariidae)                                                      |
|  |                                                                                |
|  | عقابان ماهی‌گیر (Pandionidae)                                                   |
|  |                                                                                |
|  | بازان (Accipitridae) \| \| کرکس‌های بر قدیم (Gypaetinae و Gypiinae) \| \| \| \| |
|  |                                                                                |
|  | کرکس‌های بر قدیم (Gypaetinae و Gypiinae)                                        |
|  |                                                                                |

|  | کرکس‌های بر قدیم (Gypaetinae و Gypiinae) |
|  |                                         |

طبقه‌بندی و دسته‌بندی ۷ گونهٔ زندهٔ کرکس‌های بر جدید همچنان مبهم باقی‌مانده است. گرچه دو گروه کرکس‌های بر جدید و قدیم ریخت ظاهری و نقش اکولوژیکی مشابهی دارند ولی اجداد آنها متفاوت است. کرکس‌های بر جدید به‌طور سنتی در راستهٔ شاهین‌سانان قرار می‌گرفتند، اگرچه مطالعات ژنتیکی بعدی نشان داد بین آنها و شاهین‌سانان ارتباط نزدیکی وجود ندارد. در گذشته گاهی کرکس‌های بر جدید را در راسته‌ای مستقل با نام لاشخورسانان نیز طبقه‌بندی می‌کردند. در دههٔ ۱۹۹۰ بر اساس داده‌های ریخت‌شناسی و رفتاری، برخی زیست‌شناسان این تیره را در راستهٔ لک‌لک‌سانان طبقه‌بندی کردند. با این همه، امروزه شواهد ژنتیکی جدید نشان می‌دهند که کرکس‌های بر جدید مانند بازان انشعابی از راستهٔ اخیراً ایجادشده بازسانان هستند.
سه زیرگونهٔ کرکس سیاه وجود دارد:
- کرکس سیاه آمریکای شمالی[ث] که در سال ۱۷۹۳ میلادی توسط یوهان ماتیوس بششتاین، پرنده‌شناس آلمانی، کشف شد. این زیرگونه تقریباً هم‌اندازهٔ کرکس سیاه آند است ولی پرهایی به تیرگی گونهٔ آند ندارد. این زیرگونه در سرتاسر شمال مکزیک، تگزاس و ایالت‌های جنوبی آمریکا پراکنده است.[۲۶]

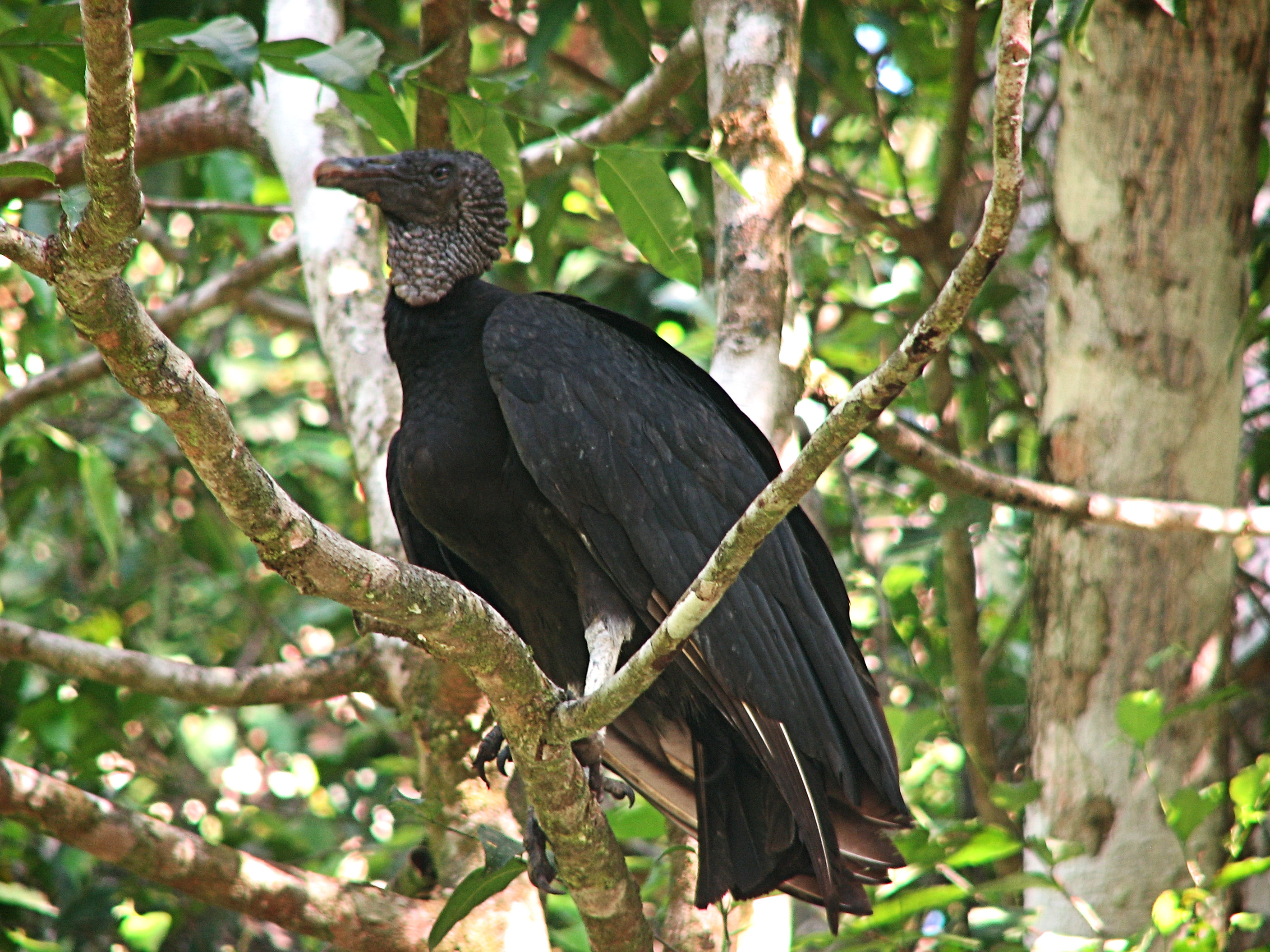
کرکس سیاه آمریکای جنوبی، بر روی درختی در پارک ملی مانوئل آنتونیو، کاستاریکا

- کرکس سیاه آمریکای جنوبی[ج]، که در سال ۱۸۵۰ توسط چارلز لوسین بناپارت، پرنده‌شناس فرانسوی، نام‌گذاری شده است. این زیرگونه کوچک‌تر از زیرگونه‌های کرکس سیاه آمریکای شمالی و کرکس سیاه آند است و پرهایی روشن‌تر از زیرگونهٔ آند دارد.[۲۶] این زیرگونه در آمریکای مرکزی و شمال آمریکای جنوبی پراکنده است؛ به‌طوری که از جنوب به سواحل غربی پرو تا زمین‌های پست بولیوی در شرق، از شمال تا غرب ایالت سونورای مکزیک و از شرق تا ایالت سن لوئیس مکزیک پراکنده است.[۲۶]
- کرکس سیاه آند[چ] که در سال ۱۸۱۷ توسط مارتین لیشتنشتاین، زیست‌شناس آلمانی، نام‌گذاری گردید. این زیرگونه تقریباً هم‌اندازهٔ کرکس سیاه آمریکای شمالی است.[۲۶] این زیرگونه سیاه‌تر از زیرگونه‌های دیگر است و زیستگاهش در محدوده کوه‌های آند، شمال اکوادور، پرو، بولیوی، پاراگوئه، اروگوئه و زمین‌های پست شیلی است.[۲۶]

### فرگشت

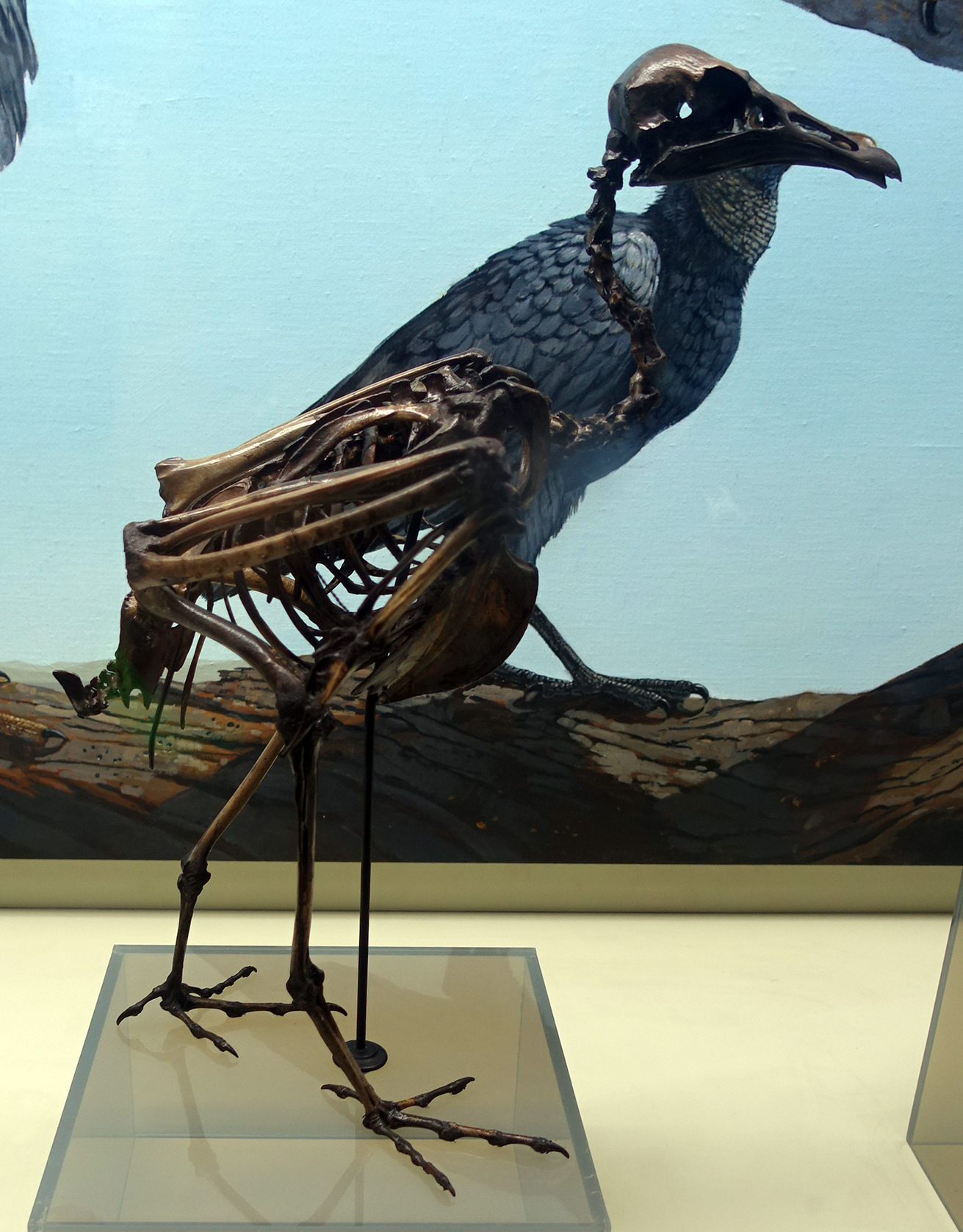
اسکلت کرکس سیاه غربی

از اوایل تا اواخر پلیستوسن، یک گونهٔ ماقبل تاریخ کرکس سیاه معروف به کرکس سیاه پلیستوسن که آن را با نام کرکس سیاه غربی نیز می‌شناسند، وجود داشت که کمی با کرکس سیاه امروزی متفاوت بود. این پرنده ۱۰ تا ۱۵ درصد بزرگ‌تر از کرکس سیاه بود و منقاری بزرگ‌تر و پهن‌تر داشت. این گونه در کنام کرکس‌های امروزی زیست می‌کرده و به نظر می‌رسد که در طول عصر یخبندان همزمان با کاهش اندازه‌اش به تکامل رسیده و نیای کرکس سیاه امروزی باشد. سردهٔ کرکس‌های سیاه که از استخوان‌های فسیلی مستند شده است، نمای نادری از پویایی تکاملیِ دو دیرین‌گونه را نشان می‌دهد. مراحل پایانی این تحول تکاملی باید توسط انسان مشاهده شده باشد؛ یک استخوان زیرفسیلی از گونه‌های منقرض شده نزد سرخ‌پوستان دیرین در دوران باستان (۹۰۰۰–۸۰۰۰ سال پیش از میلاد) در ایالت اورگن پیدا شده است.
بدون اطلاعات بیشتر نمی‌توان بین فسیل‌ها یا زیرفسیل‌های کرکس سیاه با دیرین‌گونه‌های دورهٔ پلیستوسن یا گونه‌های معاصر ارتباط قطعی برقرار کرد؛ همان تغییر اندازه‌ای که در پرندهٔ امروزی یافت شده، در خویشاوندانِ ماقبل تاریخیِ بزرگتر از آن هم وجود داشت. به هر حال، هیلدگارد هاوارد در سال ۱۹۶۸ پرندگان مکزیکی را به عنوان کرکس سیاه مکزیکی غربی طبقه‌بندی کرد و آن‌ها را از پرندگان مکان‌های شمالی‌تر (مانند رنچو لا بریا) که زیرگونهٔ نمادین را تشکیل می‌دادند، متمایز کرد. این دو زیرگونه، متعلق به گونهٔ کرکس سیاه پلیستوسن بوده‌اند. پرندگان جنوبی هم‌اندازهٔ گونه‌های شمالی امروزی بودند و نقطهٔ تمایز آنها تنها در داشتن استخوان مچی‌کفی ضخیم‌تر و منقارهای پهن‌تر است. با این وجود، تنها در صورت آشکار بودن محل کشف فسیل می‌توان با اطمینان آنها از یکدیگر تشخیص داد. از آنجا که کرکس‌های پلیستوسن و کرکس‌های سیاه کنونی به جای تقسیم شدن به دو یا چند دودمان، یک زنجیرهٔ تکاملی را تشکیل می‌دهند، برخی آرایه‌های پلیستوسن ذیل کرکس سیاه امروزی رده‌بندی می‌شوند.
افزون بر این، یک گونهٔ فسیلی دیگر از دورهٔ پلیستوسن پسین در کوبا، به نام کرکس سیاه کوبایی، در سال ۲۰۲۰ نامگذاری شد.

## پراکنش و زیستگاه

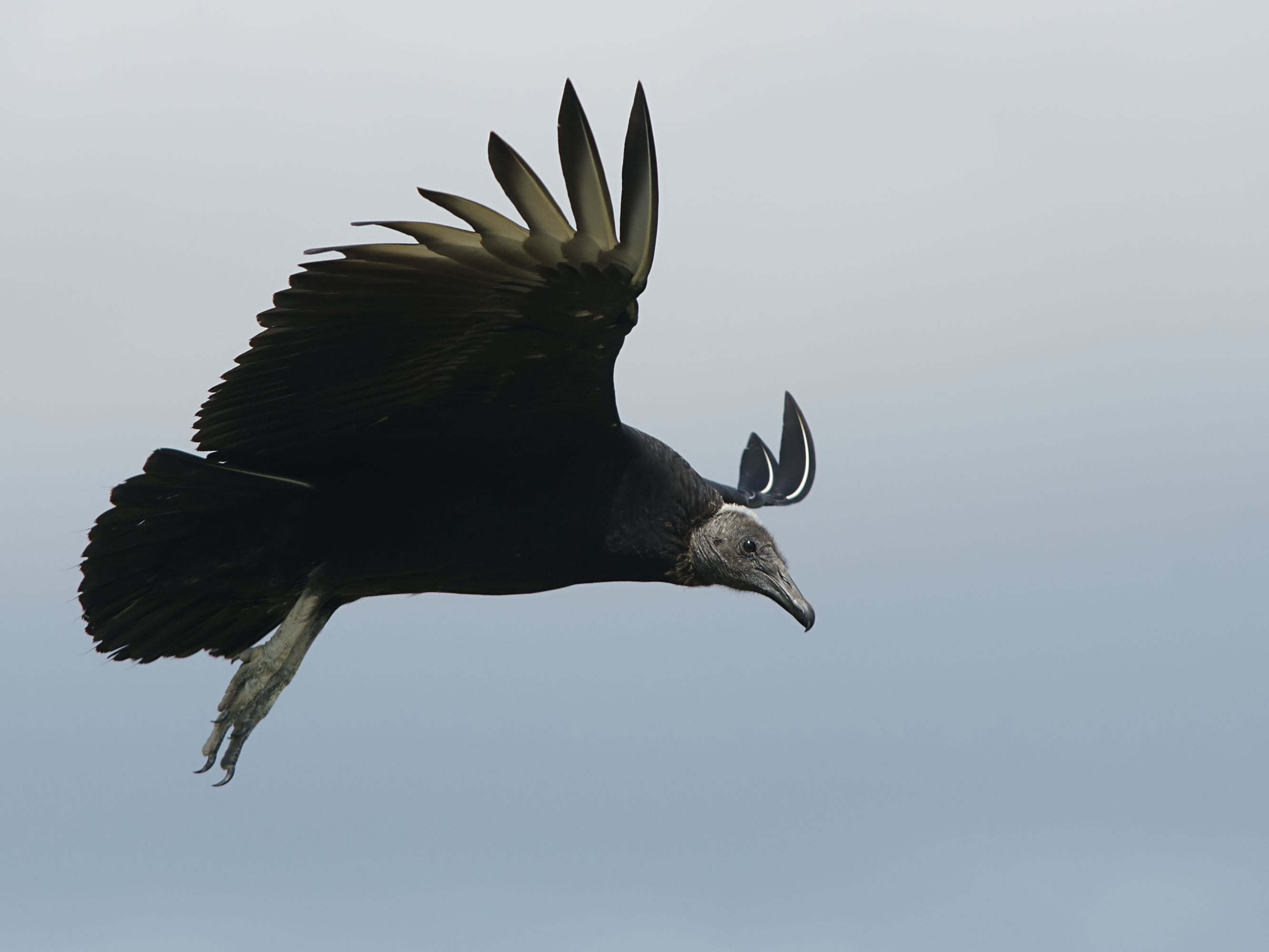
یک کرکس در حال پرواز

کرکس سیاه در آمریکای شمالی و آمریکای جنوبی پراکنده است. محدودهٔ پراکندگی آن شامل ایالت‌های میانه ساحل اقیانوس اطلس، دامنهٔ جنوبیِ غرب میانهٔ ایالات متحده آمریکا، مکزیک، آمریکای مرکزی و بسیاری از مناطق آمریکای جنوبی می‌شود. معمولاً اقامت این پرندگان دائمی است. البته پرندگانی که عمدتاً در عرض‌های شمالی زندگی می‌کنند، ممکن است در فواصل کوتاه مهاجرت‌هایی داشته باشند. در باقی موارد نیز ممکن است به خاطر شرایط نامطلوب زیست‌محیطی، این پرندگان زیستگاهشان را ترک کنند. در آمریکای جنوبی، محدودهٔ زیستگاه کرکس سیاه از امتداد مرکز شیلی تا آرژانتین است. همچنین این پرنده در جزایر کارائیب یافت می‌شود. کرکس سیاه زمین‌های باز که دارای درخت و بوته باشند را ترجیح می‌دهد و معمولاً در دشت‌ها، علفزارها، تالاب‌ها، مرداب‌ها و جنگل‌های تخریب‌شده یافت می‌شود. این پرنده به ندرت در کوهستان‌ها دیده می‌شود و زمین‌های پست را ترجیح می‌دهد. همچنین، معمولاً در حال اوج گرفتن یا نشستن بر روی ستون‌های حصارها یا درختان خشکیده دیده می‌شود.
با وجود تاثیرات عموماً مخرب انسان بر محیط زیست و بقای گونه‌های جانوری، مانند کاهش نزدیک به یک‌چهارم جمعیت پرندگان از زمان ظهور کشاورزی، کرکس سیاه از این تأثیرات ایمن مانده است. در واقع، کرکس سیاه توانسته از توسعهٔ انسانی و تغییر کاربری زمین‌ها بهره ببرد، به‌طوری‌که در ایالات متحدهٔ آمریکا، جمعیت کرکس سیاه در ۵۰ سال اخیر هر سال حدود ۵ درصد افزایش داشته است. این روند رشد جمعیت، حتی برخلاف بسیاری از گونه‌های در حال انقراض کرکس‌ها بوده است.

## بوم‌شناسی و رفتار

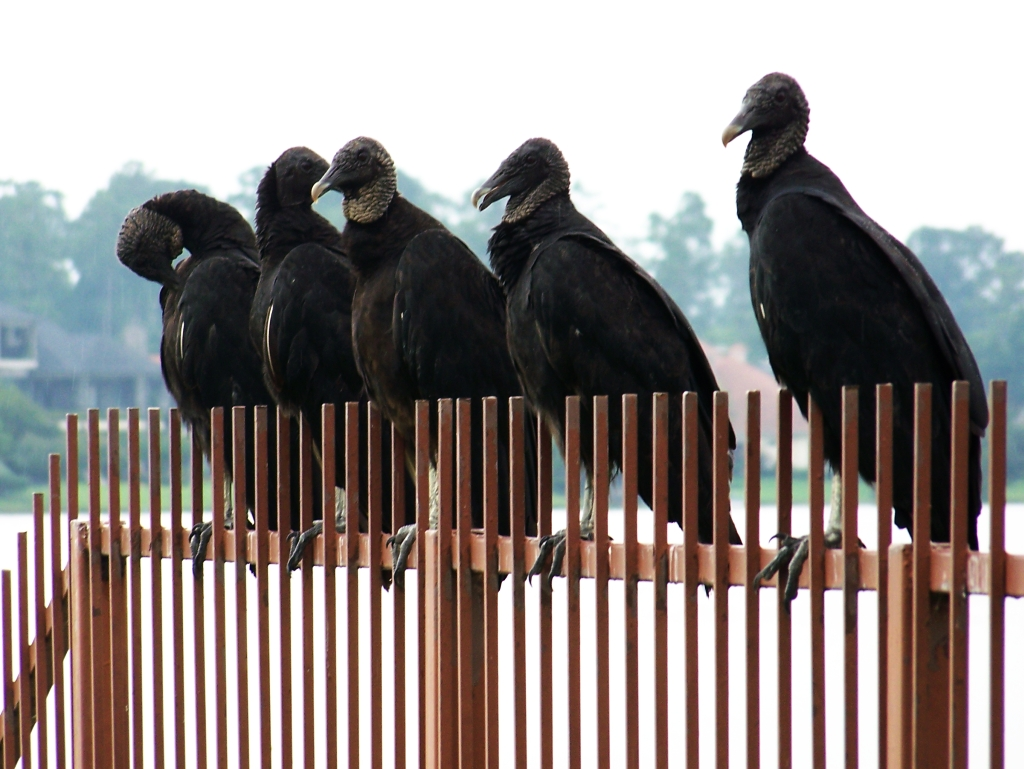
گروهی از کرکس‌ها بر روی یک حصار

هنگامی که این پرنده به دنبال غذا می‌گردد، در ارتفاع بالا پرواز می‌کند و بال‌هایش را به صورت افقی نگه می‌دارد و با بال زدن‌های کوتاه، در آسمان شناور می‌ماند. کارایی پرواز این کرکس‌ها، به دلیل بال‌های نه چندان پهن و بلندشان، از بقیهٔ کرکس‌ها کمتر است. در مقایسه با کرکس بوقلمونی، این کرکس در طول پروازش بسیار بیشتر بال می‌زند. همانند تمام کرکس‌ها بر جدید، این کرکس نیز معمولاً بر روی پاهای خود دفع مدفوع را انجام می‌دهد که به وسیلهٔ این کار با تبخیر شدن آب موجود در مدفوع، خود را خنک می‌کند. به بیان دیگر، وقتی مدفوع روی پای پرنده تبخیر می‌شود، باعث می‌شود که رگ‌های خونی که در پاها وجود دارد خنک بشوند. علت سفید بودن پاها نیز وجود اسید اوریک در مدفوع این جانور است. از آنجا که این پرنده همانند تمام کرکس‌های بر جدید بدون سوتک است، توانایی ایجاد صداهای بسیار کمی را دارد. این جانوران معمولاً ساکت هستند و تنها گاهی اوقات صداهای کوتاهی مثل خِرخِر و خِش‌خِش ایجاد می‌کنند. کرکس‌های سیاه زندگی اجتماعی دارند و هنگام خواب را در گروهی بزرگ به سر می‌برند. در مناطقی که زیستگاه آنها با زیستگاه پرنده‌ای مثل کرکس بوقلمونی همپوشانی دارد، شب‌ها را به همراه این کرکس‌ها در جاهایی مانند روی درختان مرده به‌سر می‌برند. در راستای این زندگی گروهی، کرکس‌های سیاه به راحتی با کرکس‌های بوقلمونی پرواز می‌کنند و به دنبال لاشه‌ای تنها می‌گردند.
مانند کرکس بوقلمونی، این کرکس نیز اغلب به صورت ایستا و بدون بال‌زدن پرواز می‌کند. اعتقاد بر این است که چند دلیل برای این‌گونه پرواز وجود دارد: خشک شدن بال‌ها، گرم شدن بدن و از بین بردن باکتری‌ها. این رفتار در کرکس‌های بر جدید، کرکس‌های بر قدیم و لک‌لک‌ها دیده می‌شود.

### عادت‌های غذایی

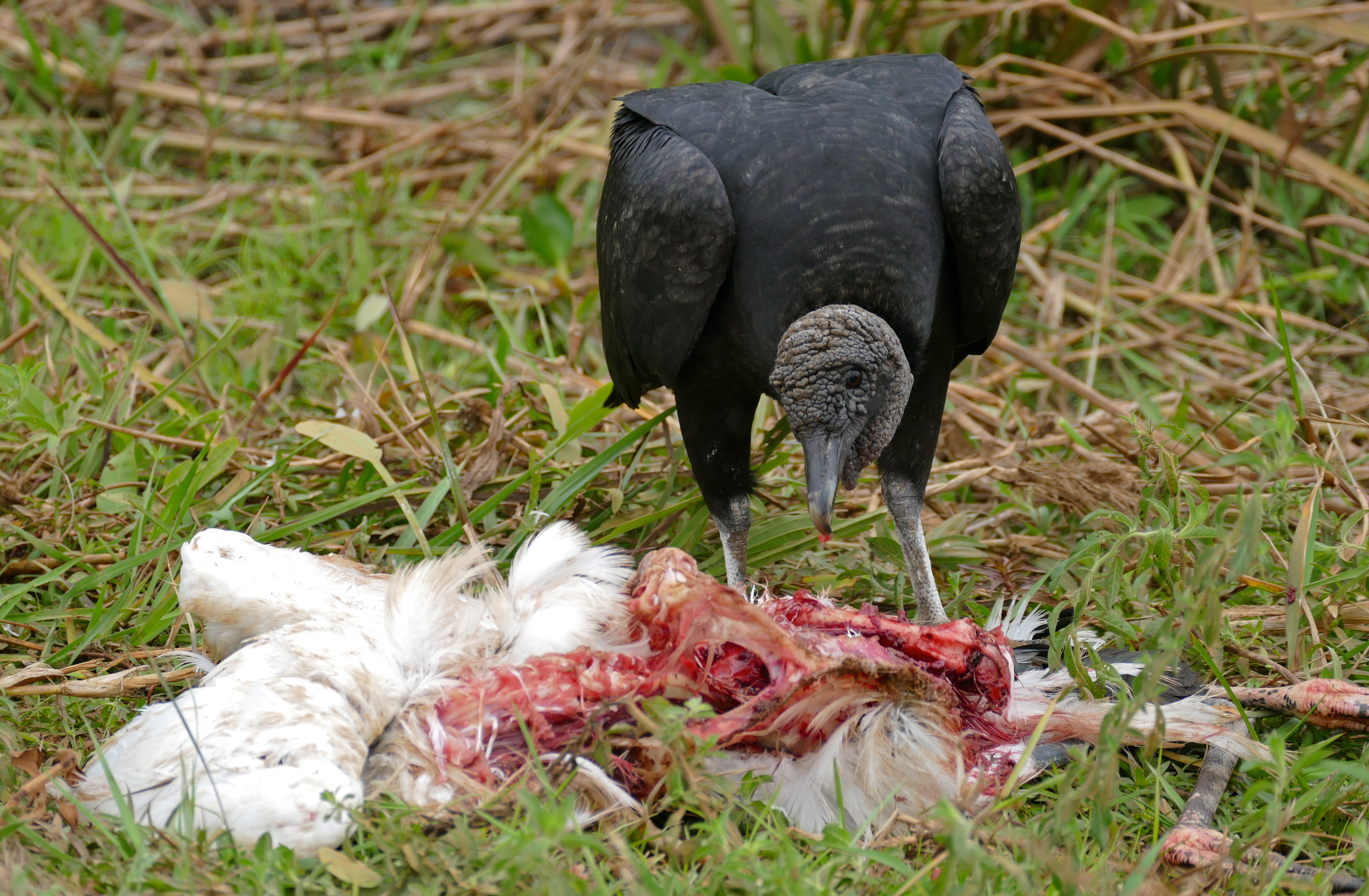
یک کرکس درحال خوردن لاشه یک لک‌لک جنگلی

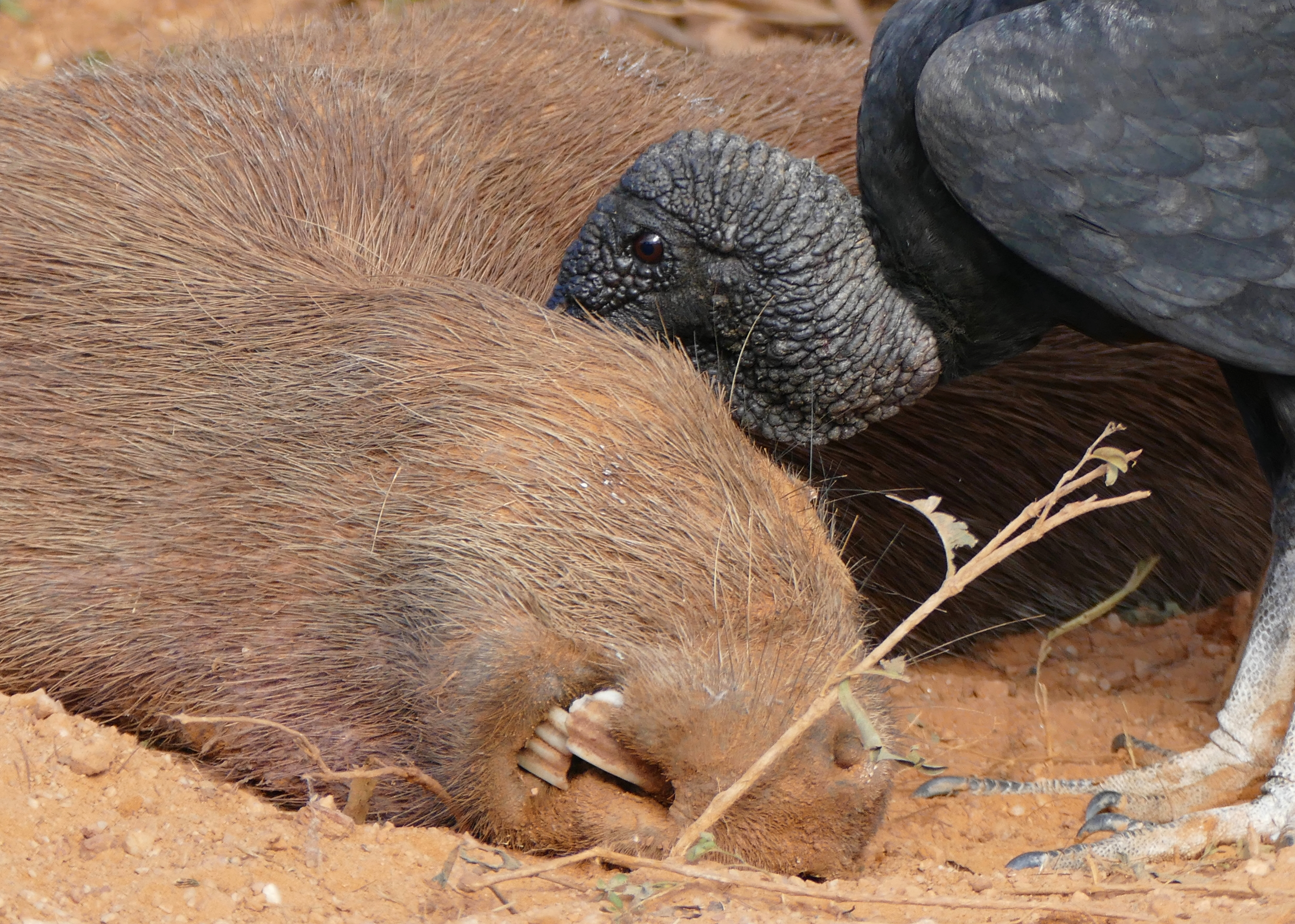
کرکسی درحال خوردن لاشه یک کاپیبارا

در زیستگاه‌های طبیعی، این جانور معمولاً از مردار تغذیه می‌کند. در مناطقی که جمعیت انسانی زیادی زندگی می‌کند، ممکن است از زباله تغذیه کند، ولی معمولاً از تخم پرندگان، مواد گیاهی تجزیه‌شده یا جانوران تازه متولدشده یا ضعیف تغذیه می‌کند. همانند دیگر کرکس‌ها، این کرکس با پاکسازی مردارها نقش بسیار مهمی در زیست‌بوم‌ها ایفا می‌کند که در صورت نبود اینگونه پرندگان زمینهٔ مناسبی برای گسترش بیماری فراهم خواهد شد. شواهد نشان می‌دهند که بویایی کرکس سیاه ضعیف‌تر از کرکس بوقلمونی است، چنان‌که گونهٔ بوقلمونی پیازهای بویایی بسیار بزرگتری نسبت به کرکس سیاه دارد. کرکس سیاه با استفاده از بینایی خود، یا با تعقیب دیگر کرکس‌های بر جدید که خود با استفاده از بویایی قوی‌شان لاشهٔ جانوران را پیدا می‌کنند، غذای خود را پیدا می‌کند. این کرکس‌های دیگر — شامل کرکس بوقلمونی، کرکس سرزرد کوچک و کرکس سرزرد بزرگ — می‌توانند با استفاده از حس بویایی‌شان به دنبال غذا بگردند که این توانایی، قابلیت غیرمعمولی در جهان پرندگان است. این پرندگان با پرواز در ارتفاع کم و استشمام اتیل مرکاپتان، گازی تولید شده در آغاز فروپاشی لاشهٔ جانوران، غذایشان را پیدا می‌کنند. این توانایی بالا به آنها این اجازه را می‌دهد که لاشهٔ جانورانی که در زیر پوشش‌های جنگلی پنهان هستند را پیدا کنند. کرکس شاهی و کرکس سیاه که بدون این توانایی هستند، به دنبال این پرندگان می‌روند. این رفتار ممکن است در هنگام غذا خوردن به پرخاش بین این پرنده و کرکس بوقلمونی بینجامد و باعث فرار دادن این جانور توسط کرکس بوقلمونی که کمی بزرگ‌تر از کرکس سیاه است بشود.
کرکس سیاه گاهی از دام یا آهو تغذیه می‌کند. اغلب زمانی خوردن این جانوران را ترجیح می‌دهد که به دام افتاده باشند. این تنها گونهٔ کرکس‌های بر جدید است که دام را شکار می‌کند. این کرکس‌ها گهگاهی گاوهای در حال زایمان را مورد آزار و اذیت قرار می‌دهند، اما در درجهٔ اول گوساله‌های تازه متولد شده طعمهٔ این جانوران می‌شوند. تا چند هفتهٔ اول پس از تولد، یک گوساله اجازه می‌دهد که کرکس‌ها به آن نزدیک شوند، در نتیجه کرکس‌ها گوساله را دسته‌جمعی هجوم می‌آورند و با نوک زدن به چشم‌ها یا زبان و بینی، آن قسمت‌ها را سوراخ می‌کنند و پس از اینکه جانور به شوک رفت شروع به خوردنش می‌کنند. گاهی اوقات هم کرکس‌های سیاه حین پاکسازی و خوردن کنه‌ها از بدن برگچه‌خوار یا تاپیر بیردهای در حال استراحت مشاهده شده‌اند.
کرکس سیاه مانند دیگر پرندگان مرده‌خوار، در برابر میکروب‌های بیماری‌زا و سموم آنها مقاومت نشان می‌دهد. بسیاری از مکانیسم‌ها می‌توانند این مقاومت را توضیح دهند. برای مثال، عوامل ضدمیکروبی می‌تواند توسط کبد یا بافت پوششی معده ترشح شود یا توسط میکروبیوتای طبیعی گونه تولید شود.

### زادآوری و بقا

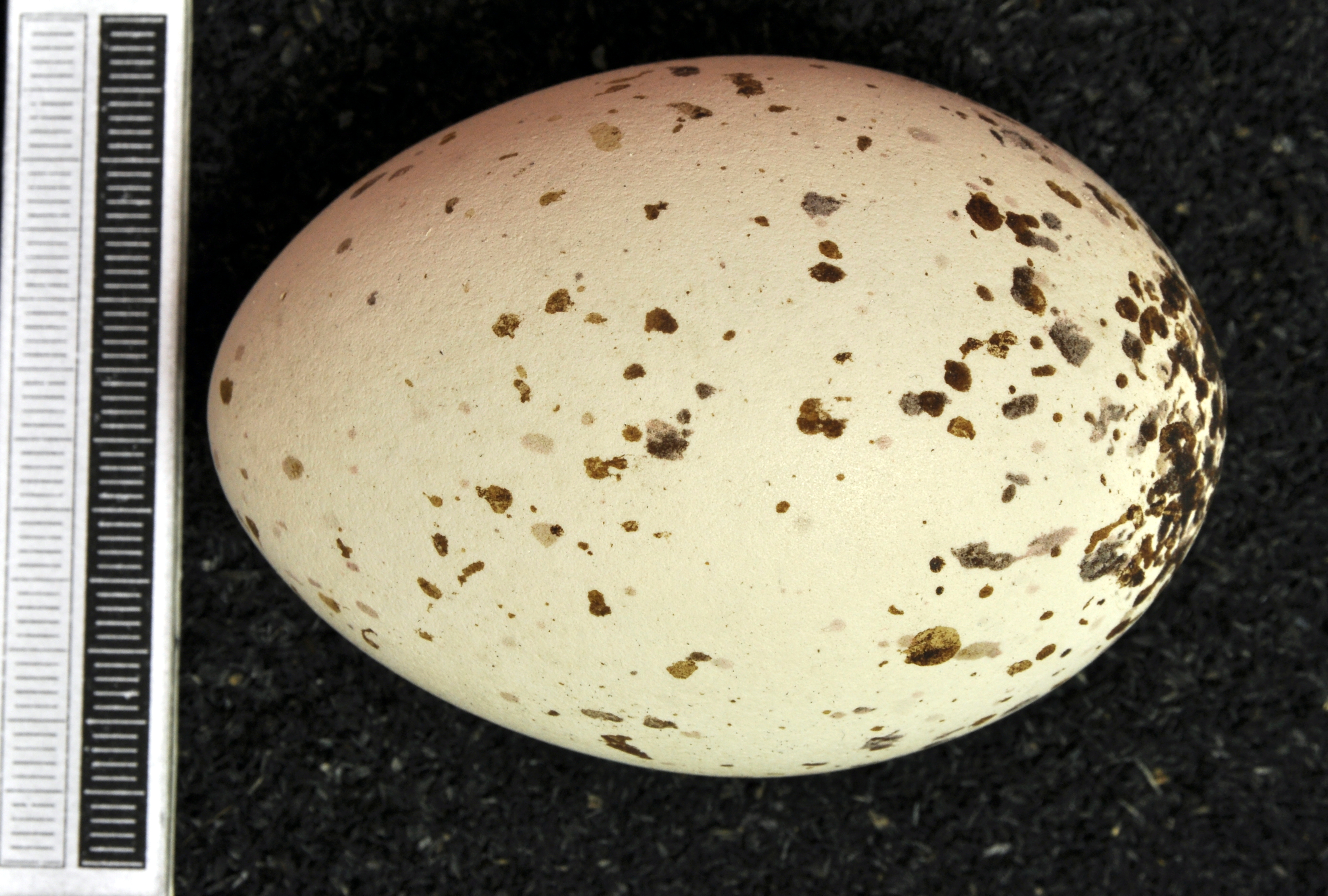
نمونه تخم کرکس سیاه

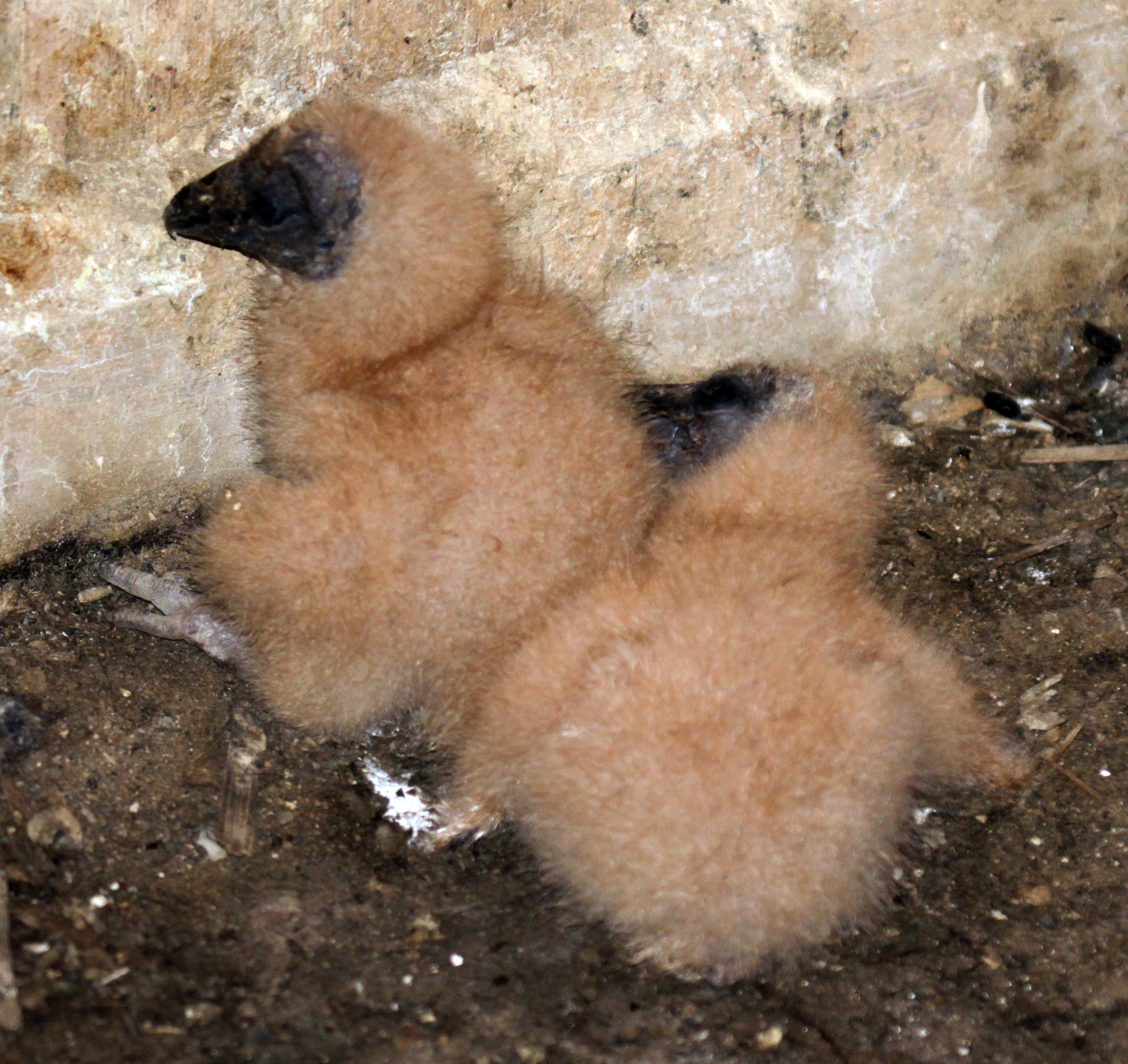
جوجه‌های کرکس سیاه

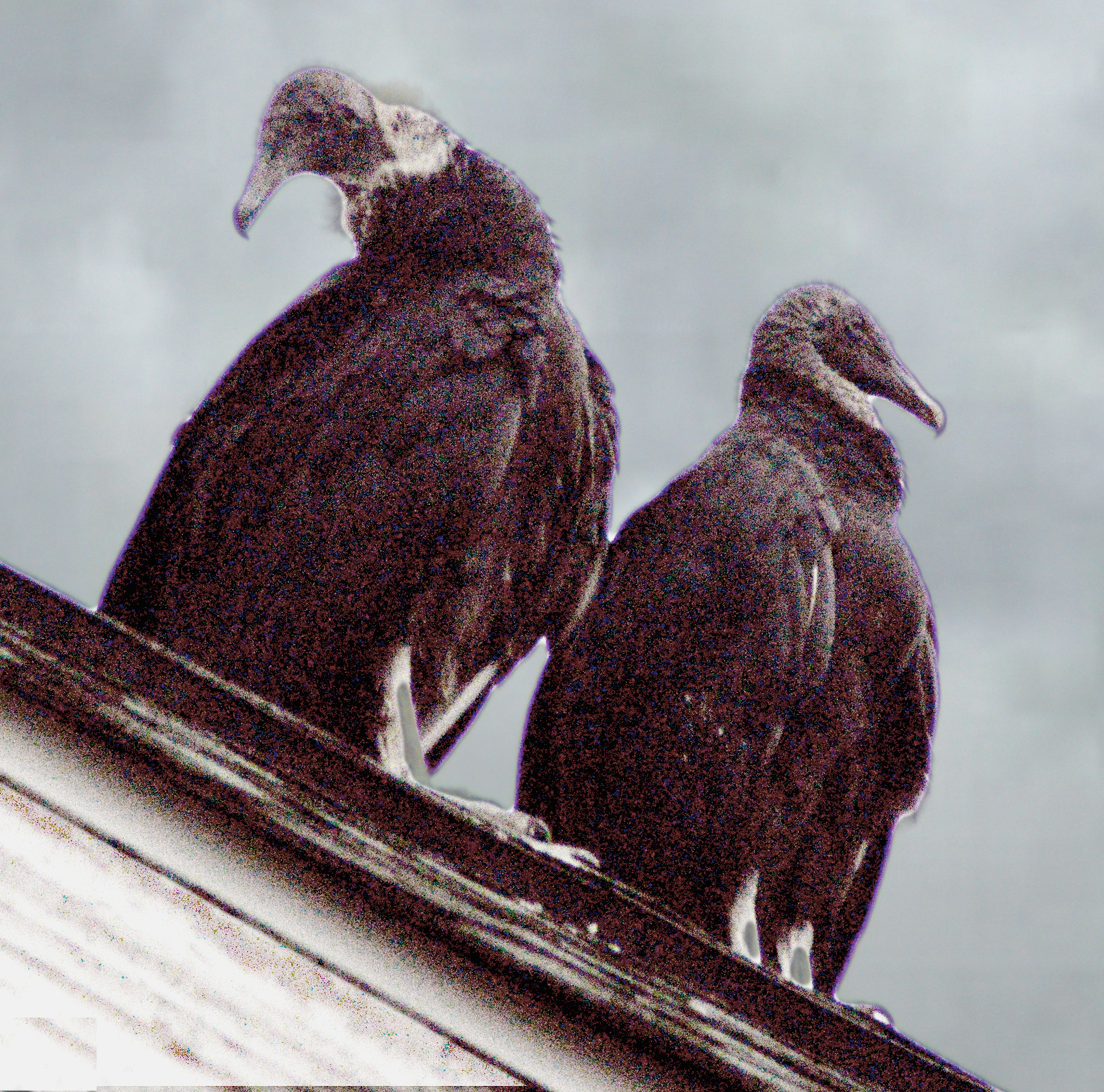
کرکس‌های سیاه جوان

فصل تولیدمثل این پرندگان در عرض‌های جغرافیایی مختلف، متفاوت است. در ایالات متحده در فلوریدا فصل تولیدمثل در اوایل ژانویه هست، درحالی‌که به‌طور مثال در اوهایو معمولاً پیش از ماه مارس جفت‌گیری آغاز نشده است. در آمریکای جنوبی در آرژانتین و شیلی آغاز تخم‌گذاری در اوایل سپتامبر است، درحالی‌که کرکس‌هایی که در شمال این قاره هستند معمولاً تا اکتبر صبر می‌کنند. برخی از پرندگان آمریکای جنوبی — به‌طور معمول کرکس‌های ترینیداد — حتی بیش از این منتظر می‌مانند. همچنین پرندگانی که در اکوادور زندگی می‌کنند، ممکن است تا فوریه صبر کنند. مراسم جفت‌یابی بر روی زمین است و به این شیوه انجام می‌شود که چند پرندهٔ نر با بال‌های باز دایره‌وار دور پرندهٔ ماده را می‌گیرند و دور پرندهٔ ماده با تکان دادن سر و خرامیدن می‌چرخند. گاهی اوقات این پرندگان پروازهای جفت‌گیری انجام می‌دهند و با تعقیب یکدیگر لانه خود را انتخاب می‌کنند.
کرکس سیاه تخم خود را مناطق درختی، در داخل درخت‌های توخالی یا حفره‌های دیگری که ارتفاع آنها به ندرت بیش از ۳ متر است، می‌گذارد. این پرنده معمولاً از هیچ‌گونه ماده‌ای برای تزئین داخل لانه‌اش استفاده نمی‌کند، ولی گاهی ممکن است در اطراف لانه‌اش از تکه‌های رنگی و درخشان پلاستیکی، خرده‌شیشه یا اشیاء فلزی، مانند در بطری‌ها استفاده کند. تعداد تخم‌ها معمولاً دو عدد است ولی می‌تواند بین ۱ تا ۳ تخم باشد. تخم‌ها مانند تخم مرغ هستند و اندازه‌شان به‌طور متوسط ۷٫۵۶ در ۵٫۰۹ سانتی‌متر است. تخم‌ها صیقلی بوده و از رنگ خاکستری مایل به سبز، مایل به آبی تا مایل به سفید متغیر است. بعضی از تخم‌ها هم خال‌خال و قهوه‌ای کمرنگ هستند. با نشستن هر دو والدین بر روی تخم‌ها، تخم‌ها بعد از ۲۸ تا ۴۱ روز به جوجه تبدیل می‌شوند. پدر و مادر جوجه‌ها هر دو وظیفهٔ غذا دادن به آنها را بر عهده دارند و به مدت دو ماه جوجه‌ها در لانه می‌مانند و پس از ۷۵ تا ۸۰ روز جوجه‌ها به راحتی می‌توانند پرواز کنند. شکارِ کرکس سیاه تقریباً بعید است، اگرچه تخم‌ها و جوجه‌ها در صورت یافته شدن توسط شکارچیان پستانداری مانند راکون‌ها، کوآتی‌ها و روباه‌ها به راحتی خورده می‌شوند؛ ولی به دلیل پرخاشگری و اندازهٔ کرکس، گروه کمی از شکارچیان می‌توانند کرکس کاملاً بالغ را تهدید کنند. با این حال، عقاب‌های مختلف قادرند در درگیری، کرکس‌ها را بکشند و حتی بازعقاب زیبا، پرنده‌ای کوچکتر از کرکس، می‌تواند کرکس سیاه بالغ را شکار کند. همچنین کرکس سیاه ممکن است توسط عقاب‌های طلایی نیز شکار شود.

## حفاظت‌های قانونی
در ایالات متحده طبق قانون حمایت از پرندگان مهاجر مصوب ۱۹۱۸، در کانادا بر اساس کنوانسیون حمایت از پرندگان مهاجر و در مکزیک بر اساس کنوانسیون حفاظت از پرندگان مهاجر و پستانداران، کرکس‌های سیاه تحت حمایت قانونی قرار گرفته‌اند. در ایالات متحده اسیر کردن، کشتن یا در اختیار داشتن این پرنده جرم محسوب می‌شود و در صورت تخلف از این قانون، متخلف به جریمهٔ نقدی تا ۱۵٬۰۰۰ دلار و حبس تا ۶ ماه محکوم می‌شود. در فهرست سرخ اتحادیه بین‌المللی حفاظت از طبیعت، کرکس سیاه جزء گونه‌هایی به‌شمار می‌رود که حداقل نگرانی در موردشان وجود دارد. به نظر می‌رسد که این گونه، گونه‌ای پایدار است و به آستانهٔ ورود به عنوان گونهٔ در خطر انقراض نرسیده است، که لازمهٔ آن تنزل تعداد بیش از ۳۰٪ گونه‌ها در ده سال یا در سه نسل متوالی است.

## ارتباط با انسان‌ها

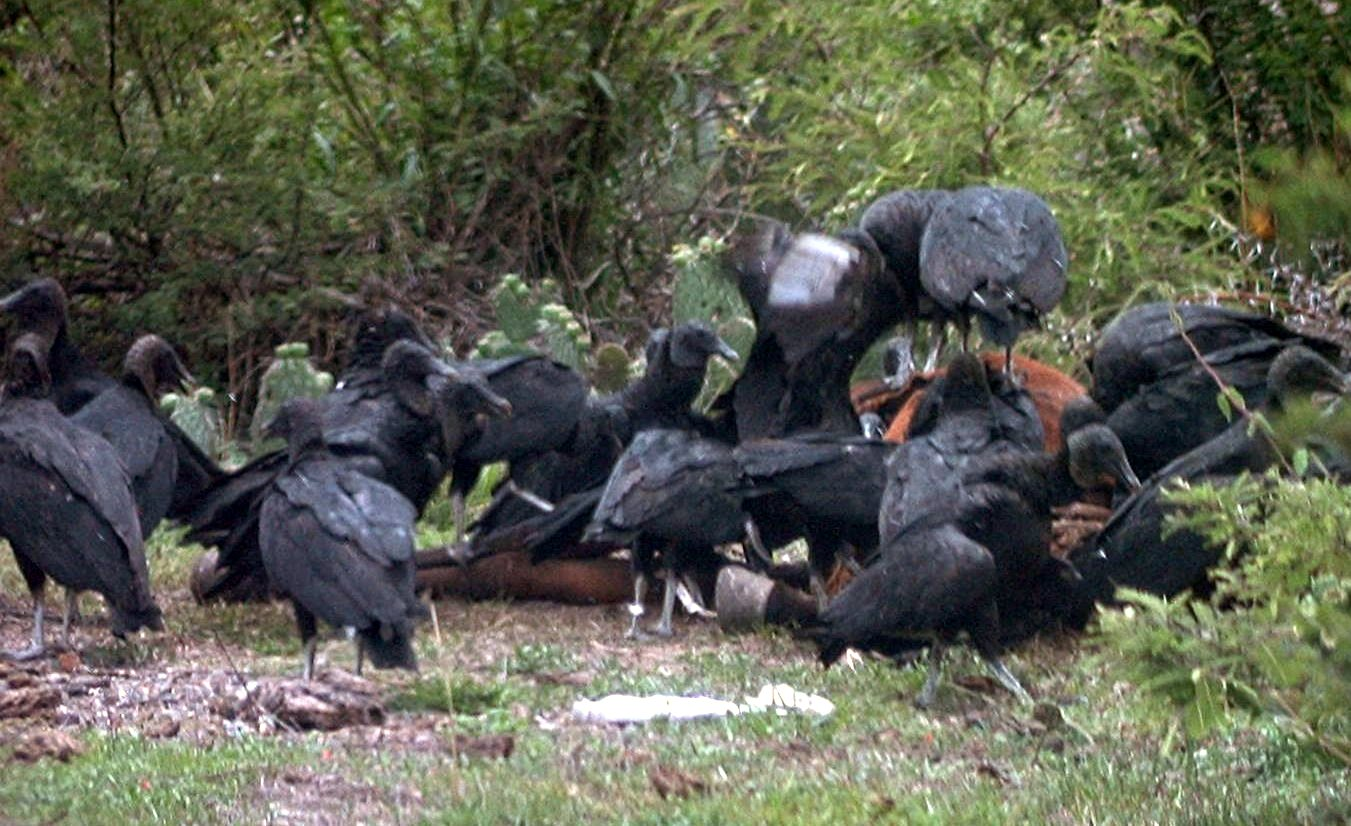
گله‌ای از کرکس‌ها بر روی لاشه یک گاو

کرکس سیاه به خاطر شکار گوسالهٔ گاوها، در نزد دامداران به عنوان یک تهدید در نظر گرفته می‌شود. مدفوع تولید شده توسط کرکس سیاه و همچنین دیگر کرکس‌ها باعث از بین رفتن درخت‌ها و پوشش‌های گیاهی می‌شود. به عنوان یک عمل دفاعی، کرکس‌ها همچنین استفراغ بدبو و فرسایندهٔ خود را بازمی‌گردانند که باکتری‌های سطح پای این پرندگان را از بین می‌برد. این مواد ممکن است به سطح فلزی برج‌های رادیویی بخورد و به‌طور بالقوه برای کارگران تعمیر و نگهداری برج خطرناک است. این پرنده همچنین می‌تواند طعمهٔ خود را از بالای برج‌های بلند رها کند و برای افراد پایین، خطر ایجاد کند. کرکس سیاه همچنین تهدیدی برای خطوط هوایی محسوب می‌شود، مخصوصاً هنگامی که در گروه‌های بزرگ در نزدیکی زباله‌ها پرواز می‌کنند؛ همان‌طور که در فرودگاه بین‌المللی تام ژوبیم در ریو دو ژانیرو این مشکل وجود دارد.
کرکس سیاه را می‌توان در اسارت نگه داشت، هرچند پیمان پرندگان مهاجر تنها اجازه می‌دهد که پرندگان مجروح یا جانورانی که قادر به بازگشت به حیات وحش نیستند را نگهداری کرد.

## در فرهنگ و باورها
کرکس سیاه در متونی از دفترنامه‌های مایا به صورت انواعی از هیروگلیف‌های مایایی، معمولاً به عنوان پرندهٔ شکاری یا نمادی از مرگ ظاهر شده است. گلیف کرکس اغلب در حال حمله به انسان نشان داده می‌شود. با این حال برخلاف کرکس شاهی، این گونه بدون اهمیت مذهبی نزد مایاهاست. درحالی که در برخی از گلیف‌ها سوراخ بینی و منقارِ قلاب‌مانند کرکس سیاه به وضوح نشان داده شده است، برخی از آنها صرفاً به این خاطر کرکس سیاه دانسته می‌شوند که ظاهری سیاه‌رنگ و شبیه به کرکس دارند اما بدون برآمدگی در بالای منقار، مشابه کرکس شاهی هستند.
کرکس سیاه یک نماد فرهنگی مهم در لیما پایتخت پرو به‌شمار می‌رود. در سال‌های ۱۹۹۰ و ۱۹۹۴ به ترتیب در سورینام و نیکاراگوئه نیز تمبرهایی مزین به نقش این پرنده منتشر شده است.
در تورات کتاب مقدس یهودیان خوردن گوشت کرکس سیاه منع شده است.